# Sergio Romano
Pour les articles homonymes, voir Romano.
Sergio Romano (né à Vicence le 7 juillet 1929) est un écrivain, diplomate, historien et journaliste italien. Il joue un rôle de tout premier ordre dans le rayonnement de la culture italienne sur le plan international.

## Biographie
Né à Vicence, en Vénétie, le 7 juillet 1929, Sergio Romano appartient à une famille d'industriels du Nord de l'Italie. Il passe la plus grande partie de sa jeunesse à Gênes puis à Milan, où il achève ses études secondaires au lycée Beccaria.
Tout en suivant des études de droit à l'université de Milan, il écrit pour les pages culturelles de différents journaux. Ses nombreux séjours dans diverses capitales européennes, Paris, Londres, Vienne, et ses goûts personnels l'orientent bientôt vers la carrière diplomatique, sans l'éloigner pour autant de ses deux principaux centres d'intérêt : l'histoire et la littérature.
Éditorialiste à La Stampa, au Corriere della Sera, à Panorama, au Mulino et à Limes, directeur d'une collection de livres d'histoire pour les éditions Corbaccio, Sergio Romano est ambassadeur d'Italie auprès de l'OTAN et en Union soviétique.
Il prend sa retraite en 1989. Depuis cette date, l'ambassadeur Romano est docteur honoris causa de l'Institut d'études politiques de Paris. Aux côtés de Valéry Giscard d'Estaing et d'Emmanuel Le Roy Ladurie, entre autres, il fait partie du comité de patronage de la revue Commentaire, fondée par Raymond Aron en 1978.
Il a également enseigné à l'université de Californie, à Harvard, à l'université de Pavie, à celle de Sassari et à l'université Bocconi de Milan.
Sa longue expérience de diplomate et d'homme de lettres s'exprime notamment dans Memorie di un conservatore (2002), portrait éloquent de l'univers des fonctionnaires internationaux et de la politique extérieure des États occidentaux avant la chute du mur de Berlin.
En 2004, il a reçu le prix littéraire Giuseppe Dessì.

## Distinctions
- Grand officier de l'ordre de l'Infant Dom Henri

### Ouvrages traduits en français
- Histoire de l'Italie, du Risorgimento à nos jours, Seuil, 1978
- Italie, Seuil, coll. Petite Planète, 1979
- Toscane, Florence, Seuil, 1988
- Guerre du Golfe, L'album de la victoire, Image Magie, 1991
- Le Grand Désordre mondial, Syrtes, 2002
- La Foi et le Pouvoir : le Vatican et l'Italie de Pie IX à Benoît XVI, Buchet-Chastel, 2007 Résumé en ligne
- Avanti ! Chroniques italiennes, Buchet-Chastel, 2007

### Ouvrages en langue italienne
- 1978 - Storia d'Italia dal Risorgimento ai giorni nostri, Mondadori
- 1989 - La Russia in bilico (Il Mulino)
- 1991 - La politica estera italiana (1860-1985), scritto con Richard J.B. Bosworth (Il Mulino,  (ISBN 8815029796))
- 1991 - Disegno di storia d'Europa dal 1789 al 1989 (Longanesi,  (ISBN 883041042X))
- 1992 - I falsi protocolli. Il "complotto ebraico" dalla Russia di Nicola II a oggi (Corbaccio,  (ISBN 887972018X))
- 1993 - L'Italia scappata di mano (Longanesi,  (ISBN 8830411701))
- 1993 - Viaggi intorno alla Russia (La Stampa,  (ISBN 8877830638))
- 1994 - Tra due Repubbliche. L'anno di Berlusconi e le prospettive dell'Italia (Mondadori,  (ISBN 8804397136))
- 1995 - Lo scambio ineguale. Italia e Stati Uniti da Wilson a Clinton (Laterza,  (ISBN 8842047341))
- 1995 - La storia sul comodino. Personaggi, viaggi, memorie (Greco e Greco,  (ISBN 8879800817))
- 1995 - Storia d'Italia dall'Unità ai nostri giorni
- 1995 - Cinquant'anni di storia mondiale. La pace e le guerre da Yalta ai giorni nostri (Longanesi,  (ISBN 8830412694))
- 1996 - Le Italie parallele. Perché l'Italia non riesce a diventare un paese moderno (Longanesi,  (ISBN 8830413879))
- 1996 - Passando a Nord-Ovest, scritto con Aldo Alessandro Mola (Bastogi,  (ISBN 8881850222))
- 1997 - Lettera a un amico ebreo (Tea,  (ISBN 8850205988))
- 1997 - Giuseppe Volpi. Industria e finanza tra Giolitti e Mussolini (Marsilio,  (ISBN 8831767747))
- 1998 - Confessioni di un revisionista (Ponte alle Grazie,  (ISBN 8879284487))
- 1998 - Storia d'Italia dal Risorgimento ai nostri giorni (Tea,  (ISBN 8878187801))
- 1999 - Attraverso il secolo (Libri Scheiwiller,  (ISBN 8876442642))
- 2000 - Giolitti (Bompiani,  (ISBN 8845213838))
- 2000 - L'Italia negli anni della Guerra Fredda. Dal piano Marshall alla caduta del Muro (Ponte alle Grazie,  (ISBN 887928522X))
- 2000 - Mussolini (biografia per immagini) (Longanesi,  (ISBN 8830416673))
- 2000 - I luoghi della Storia (Rizzoli,  (ISBN 8817125431))
- 2000 - Crispi (Bompiani,  (ISBN 8845212831))
- 2001 - I volti della storia. I protagonisti e le questioni aperte del nostro passato (Rizzoli,  (ISBN 8817106690))
- 2001 - La pace perduta 1989-2001 (Longanesi,  (ISBN 8830419737))
- 2002 - Lettera a un amico ebreo. Edizione ampliata (Longanesi,  (ISBN 8830420190))
- 2002 - Memorie di un conservatore (Tea,  (ISBN 8850207557))
- 2002 - Guida alla politica estera italiana. Da Badoglio a Berlusconi (Rizzoli,  (ISBN 8817000698))
- 2003 - I confini della storia (Rizzoli,  (ISBN 8817007943))
- 2003 - Il rischio americano (Longanesi,  (ISBN 8830420204))
- 2004 - Giovanni Gentile. Un filosofo al potere negli anni del Regime (Rizzoli,  (ISBN 8817001384))
- 2004 - Anatomia del terrore. Colloquio con Guido Olimpio (Rizzoli,  (ISBN 8817004057))
- 2004 - Europa, storia di un'idea. Dall'impero all'unione (Longanesi,  (ISBN 8830420719))
- 2005 - La quarta sponda: La guerra di Libia 1911-1912 (Longanesi,  (ISBN 8830421693))
- 2005 - Libera Chiesa. Libero Stato? (Longanesi,  (ISBN 8830423203))
- 2007 - Saremo moderni? Diario di un anno (Longanesi,  (ISBN 8830423408))